# Dream Too Much
Dream Too Much è un album di musica per bambini e il secondo album da solista composto da Amy Lee, pubblicato il 30 settembre 2016 in esclusiva su Amazon Prime sotto l'etichetta discografica indipendente Amy Lee Music. L'album, contenente sette canzoni originali e cinque reinterpretazioni di canzoni famose o popolari, è stato premiato ai Family Choice Awards 2016 e ai Parents' Choice Awards (primavera 2017).

## Concepimento e registrazioni
Il progetto, ispirato dal figlio di due anni della cantante (Jack Lion Hartzler), fu inizialmente concepito per essere un regalo della stessa a suo padre, John Lee, inteso più come un modo per trascorrere del piacevole tempo insieme in studio di registrazione piuttosto che dar vita ad un vero e proprio album da pubblicare:
Amy e suo padre si recarono quindi a Fort Worth (Texas), per le prime sessioni di registrazione agli Spaceway Productions. Poco dopo, grazie anche al manager della cantante, il progetto fu preso in carico e seguito dallo stuff di Amazon, allora interessata a finanziare e produrre un progetto di musica per bambini cantato da un particolare tipo di artista. L'azienda si assicurò così l'esclusiva sulla pubblicazione di quello che sarebbe diventato un vero e proprio album. Questa prima esperienza della cantante con Amazon viene ricordata dalla stessa con molto piacere: "Le persone con cui ho collaborato sono state creative, appassionate, innovative e talentuose. Decisamente diverse da qualsiasi tipica etichetta discografica, e fanno parte di ciò che sta cambiando in meglio".
Il progetto quindi si evolve presto in qualcosa di molto più grande arrivando a coinvolgere tanti altri familiari della cantante. Oltre al padre che ha suonato l'ukulele, la chitarra resofonica e il banjo, si sono aggiunte le sorelle Carrie e Lori (che insieme ad Amy hanno dato vita a delle armonie stile The Andrews Sisters), suo zio Tom (che ha suonato la chitarra, il basso e l'armonica), suo fratello e persino suo figlio Jack (che ha avuto una piccola parte all'interno del progetto).
Pur avendo a che fare con un genere musicale totalmente diverso dal sound cupo degli Evanescence, Amy ha dichiarato che tale cambio di genere non ha influenzato il modo di concepire la sua musica: "Divento ossessiva su qualunque cosa a cui lavori, resta nei miei pensieri ogni giorno fino a che non è conclusa! Anche se questo è un album per bambini, ci ho messo tutta me stessa proprio come faccio con qualsiasi altro album". A rendere diverso questo lavoro dai precedenti è stata sicuramente la presenza di un "suono dolce e divertente" che ha permesso alla cantante di uscire dai soliti confini. Amy Lee ha anche ammesso di aver trovato più semplice comporre musica per l'infanzia rispetto alla solita "enorme, complessa sessione di Pro Tools da 200 tracce, tipica di una canzone degli Evanescence". Questo grazie anche alla presenza di hook e ripetizioni, tipici di questo genere, che tuttavia sono stati condotti, a detta della cantante, ad un livello maggiore di profondità, studiandoli appositamente "per stimolare l'immaginazione dei bambini e insegnare loro qualche cosa di nuovo" (come i nomi degli uccelli e rispettivi versi in Little Bird):
Le 12 canzoni sono state concepite in video musicali realizzati da Stefano Bertelli della casa di produzione italiana Seenfilm. I video sono realizzati in stop motion utilizzando solamente cartoncini colorati.

## Tematiche
Dream Too Much è la title track dell'album. Il testo della canzone (es. "there’s a monkey in the band" e "the muffins are all sleeping") è un totale "nonsense", ed è stato ispirato anch'esso, come il resto dell'album, dal figlio della cantante, Jack:
Bee and Duck e Little Bird sono canzoni il cui concept trova origine nell'ora di giochi tra Amy e il figlio Jack, fra i giocattoli disseminati nella stanza: "Stavamo giocando e intorno c'erano i giocattoli dell'ape e dell'anatra, quindi ho cantato quel pezzo di canzone. È semplicemente uscito fuori dalle mie labbra. Mi sono detta, "sai cosa? Questa cosa probabilmente non deve essere più complicata di quanto lo sia adesso".
I'm Not Tired è una canzone che trova diretta ispirazione dal figlio di Amy Lee. Nata quando Amy stava osservando il figlio attraverso il baby monitor: "In quello stesso momento stavo seduta alla mia tastiera cercando di comporre. Una ribellione totale durante l'ora del pisolino. TUTTO tranne quello! Mi sono messa nei suoi panni ed ho cantato ciò che ho pensato mi avrebbe detto se avesse potuto parlare, ed è diventato un gioco divertente".
The End of the Book è una canzone che trova ispirazione dalla reazione del figlio della cantante ad ogni libro concluso:
If You're a Star trova diretta ispirazione dal marito di Amy Lee, Josh Hartzler. Ciò che Amy ha voluto trasmettere con il testo della canzone è che non siamo mai soli, che non siamo poi tutti così tanto diversi l'uno dall'altro: "Tutto quello che si deve fare è guardare in alto e ricordare che viviamo tutti sotto lo stesso grande cielo".

## Pubblicazione e promozione
La pubblicazione dell'album, avvenuta il 30 settembre 2016, è stata anticipata da un'esclusiva intervista di Amy con Rolling Stone nella quale spiega la genesi del progetto, e dalla pubblicazione della traccia Dream Too Much, seguita poi dal video. Il download della traccia è stato reso disponibile insieme alla preordinazione dell'album. Per inaugurare la pubblicazione di Dream Too Much, Amy e suo padre si sono esibiti il primo ottobre 2016 al The Absolutely Mindy Show su SiriusXM Kids Place Live (Sirius XM channel 78 - alle 9:30 con replica 11:30am ET).
Stessa sorte è capitata qualche tempo dopo a If You're a Star, il cui video è stato pubblicato in concomitanza della data di pubblicazione dell'album. Questi due saranno soltanto i primi due video di tutta una serie, pubblicata interamente all'interno di un film intitolato Dream Too Much. The Movie! e reso disponibile in streaming in esclusiva su Amazon Prime. Questo film, pubblicato in contemporanea al video di The End of the Book su YouTube, contiene tutti i video delle canzoni dell'album disposti in sequenza e realizzati interamente animando personaggi e ambientazioni di cartoncino colorato con la tecnica dello stop motion. I video sono stati realizzati da Stefano Bertelli della casa di produzione italiana Seenfilm.

## Tracce
1. Stand by Me – 2:28 (Ben E. King, Mike Stoller, Jerry Leiber)
2. Dream Too Much – 3:05 (Amy Lee, Lori Lee Bulloch)
3. Bee and Duck – 0:36 (Amy Lee)
4. I'm Not Tired – 2:15 (Amy Lee, Lori Lee Bulloch)
5. Little Bird – 3:23 (Amy Lee, John Lee)
6. Alice – 0:47
7. Rubber Duckie – 2:08 (Jeff Moss)
8. Hello Goodbye – 2:59 (Paul McCartney, John Lennon)
9. Donkey and Chicken – 1:23 (Amy Lee)
10. The End of the Book – 2:58 (Amy Lee, John Lee, Lori Lee Bulloch, Josh Hartzler)
11. If You're a Star – 2:56 (Josh Hartzler, Amy Lee, John Lee)
12. Goodnight My Love – 2:43 (George Motola, John Marascalco)

## Crediti
I crediti sono stati estratti dal libretto di Dream Too Much.
- Amy Lee - voce, piano, arpa, mallet percussion, composizione
- John Lee - voce, ukulele, chitarra, chitarra resofonica (dobro), banjo, composizione
- Jack Lion Hartzler - seconda voce
- Carrie Lee - voce
- Lori Lee - voce, composizione
- Robert Lee (Robby) - seconda voce
- Tom Lee - chitarra, basso, armonica, voce
- Dave Eggar - violoncello
- Jeremy Hull - contrabbasso
- Josh Hartzler - composizione
- Will Hunt - produzione, ingegneria, missaggio, batteria, percussioni
- Reese Murphyn - supporto all'ingegneria
- Don Grossinger - masterizzazione
- Caitlin Larson - graphic designer
- Drew Reynolds - fotografia